# Cyrtopogon marginalis
Cyrtopogon marginalis là một loài ruồi trong họ Asilidae. Cyrtopogon marginalis được Loew miêu tả năm 1866. Loài này phân bố ở vùng Tân Bắc giới.